# Campionatul European de Fotbal Sub-18 1962
Campionatul European de Fotbal sub 18 ani 1962, numit atunci Turneul internațional de juniori, a fost a XV-a ediție a Campionatul European de Fotbal sub 18 ani organizat de UEFA. Turneul s-a desfășurat între 20 aprilie și 29 aprilie 1962 în România. Înainte de începerea competiției, Portugalia era campioana en titre. România a câștigat turneul după ce a învins-o în finală pe Iugoslavia cu scorul de 4-1. Doar jucători născuți după 1 septembrie 1943 au avut voie să participe la competiție. Însă, mulți jucători români au avut vârsta peste limita admisă de UEFA.

## Stadioane
Meciurile s-au desfășurat la București (Stadionul Republicii și Stadionul „23 August”), Ploiești (Stadionul Petrolul), Constanța (Stadionul „1 Mai”), Brașov (Stadionul Tractorul) și Cluj (Stadionul orășenesc).

## Participante
Malta s-a retras înainte de turneu. A fost înlocuită de o selecționată de juniori a orașului Brașov. Aceasta a participat
în afara turneului.
- Anglia: G. Carr, D. Dean, Brian Etheridge, B. Hames, D. Joy, Paul Madeley, Donald Martin, M. Oakes, H. Oakley, C. Trenchard, J. Wanklin, R. Warnes, F. Willder, Eric Winstanley, Howard Wilkinson, Ray Whittaker
- Austria: Karl Fröhlich, Franz Hasil, Walter Hiesel, Edwin Jannetschek, Georg Kallinger, Franz Klinger, Josef Maurovich, Gerhard Novak, Klaus Rinnergschwendter, Helmut Saurer, Günter Scheffl, August Starek
- Belgia: Jan Avonds, Jacques Beurlet, Pierre Carteus, Claude Dardenne, Henri Depireux, Lucien Ghellynck, Robert Granje, Nikolay, Henri Petersen, Armand Randoux, Stuyk, Jean-Pierre Thewis, Kamiel Van Damme, Roland Van Der Borght, Fernand Verleysen, Weems. Antrenor: Verboven[8]
- Bulgaria: Anghelov, Bașkov, Davidov, Stoian Iordanov, Iordanov II, Petăr Jekov, Kirilov, Kolev, Nikodimov, Penev, Petrov, Popov, Steftehev, Zlatarev. Antrenor: Stoian Ormandjiev
- Cehoslovacia: Alfred Barsch, Štefan Čaban, Ferdinand Dvořák, Dyba, Václav Feřtek, Josef Linhart, František Knebort, František Plass, Vojtěch Richtrmoc, Vladimir Taborsky, Alexander Vencel. Antrenor: Václav Blažejovský
- Franța: Jose Ahache, André Betta, Bernard Béreau, Bernard Blanchet, Jean-Pierre Brucato, Chassaigne, Gérard Fabre, Gerard Grizetti, Georges Lech, Jean-François Prigent, Latty, Marc Rastoll, Gérard Rey, Alain Roy, A. Schmitt. Antrenor: Georges Boulogne[9]
- Germania de Est: Freimuth Bott, Hermann John, Hans-Jürgen Naumann, Jörg Ohm, Michael Polywka, Gerhard Polz, Günter Queck, Bernd Quedenfeldt, Hartmut Rentzsch, Hans-Günter Schröder, Eberhard Schumm, Peter Ukrow, Wolfgang Wruck
- Germania de Vest: Karl-Heinz Bechmann, Klaus Beckfeld, Wilfried Fricke, Rolf Kahn, Dieter Grünsch, Reinhard Libuda, Sepp Maier, Wolfgang Overath, Gerd Saborowski, Karl-Heinz Schmidthofer, Horst Stockhausen, Dieter Strauß, Rainer Waberski, Wolfgang Weber, Horst Wild, Karl-Heinz Wirth. Antrenor: Helmut Schön[7][10]
- Grecia: Anastopoulos, Balopoulos, Barbalias, Giorgos Dedes, Dionyssiadis, Kontopantelis, Milissis, Mouelemidis, Papaemmanuel, Pomonis, Nikos Simigdalas, Vertsonis. Selecționer: Kleanthis Maropoulos. Antrenor: Rino Martini[11]
- Iugoslavia: Rudolf Corn, Miroslav Ferić, Branko Gračanin, Zdenko Kobešćak, Milan Kovac, Stevan Kovačević, Slobodan Milosavljević, G. Pavlovic, Lukša Poklepović, Radivoje Radosav, Branko Rašović, Slobodan Škrbić
- Italia: Andrea Agnoletto, Roberto Boninsegna, Nicola Bovari, Gianfranco De Bernardi, Ugo Ferante, Natalino Fossatti, Daniele Gazzoni, Fernando Mangili, Angelo Pereni, Giovan Battista Pienti, Pellegrino Piscitelli, Piero Pistolesi, Giancarlo Savoia, Gianfranco Trombini, Gino Viale, Gianfranco Zigoni. Antrenor: Giuseppe Galluzzi[12][10]
- Polonia: Jan Banaś, Erwin Bujara, Maksymilian Czenczek, Krzysztof Hausner, Andrzej Horba, Andrzej Jarosik, Bogdan Kędzia, Janusz Kowalik, Joachim Marx, Zygmunt Maszczyk, Krystian Michallik, Zbigniew Sadowski, Waldemar Słomiany, Marek Tabor, Jan Wilim[13]
- Portugalia: Mário Antunes, Antonio Braz, Cardoso dos Santos, Domingos Fernandes, Vasco Gervásio, Vítor Godinho, Félix Guerreiro, Manuel Maçarico, Nelson Mafambana, Armando Madeira, João Melo, Eduardo Oliveira, Alfredo Quaresma, Rui Rodrigues[14][15]
- România (gazda): Stere Adamache, Sorin Avram, Constantin Bâtlan, Narcis Coman, Emil Dumitriu, Vasile Gergely, Ion Haidu, Constantin Jamaischi, Constantin Matei, Aurel Măndoiu, Mircea Neșu, Șandor Pall, Mircea Petescu, Dumitru Popescu, Mircea Răcelescu, Vasile Suciu, Florea Voinea. Antrenori: Gheorghe Ola, Nicolae Dumitrescu
- Spania: Jesús Aranguren, Mariano Ayán, Jesús Bayardo, José María Costoya, Germán Dévora, José Manuel Goñi, Ezequiel Morales, Óscar Ramirez, Juan Ruiz Candela, José Maria Parada, Francisco Fernández Rodriguez, Rafael Suárez, Fidel Uriarte, Fernando Zunzunegui
- Turcia: Ali Artuner, Erol Boralı, Abdullah Çevrim, Ayfer Elmastaşoğlu, Cenap Genç, Metin Gören, Ali Gürayman, Zeki Kocaeli, Cengiz Kocatoros, Benan Öney, Mustafa Soykan, Coşkun Süer, Altan Tetik, Aydın Tohumcu, Onursal Uraz. Antrenor: Sabri Kiraz[16]
- Țările de Jos: Pim Doesburg, Anton Dormans, Piet Giesen, Gerrie ter Horst, Han Klumpkens, Wim Kras, Karel Luttje, M. Van Der Meer, Bart Severijnse, Ted Langerak, Kees Ruiter, Ton Thie, Kick van der Vall, Frans Vermeulen, Henk Vriens, Henk Warnas. Antrenor: Elek Schwartz[12]
- Ungaria: Balázs, Bene, Csaia, Dunai, Fenyvesi, Sándor Katona, Makrai, Pócsai, Puskás, Rácz, Szaló, Szücs, Tajti, Varga. Antrenor: Sándor Kapocsi
- Uniunea Sovietică: Berador Abduraimov, N. Antonevici, Valeri Baleasnikov, A. Grigoriev, V. Iankin, V. Jitkus, Konstantin Kasimovski, I. Kitaigorodski, A. Kojebatkin, A. Konov, Korotkov, V. Kostikov, J. Melkumov, Vladimir Polikarpov, V. Romanov, V. Scerbarkov. Antrenor: Aleksei Paramonov[16][17]
- Brașov

## Faza grupelor
Meciurile au durat 80 de minute.
Criterii de departajare pentru echipele cu același număr de puncte:
- golaverajul
- Ori un joc suplimentar de 20 de minute, ori tragere la sorți

Primele echipe din grupele A, B și C s-a calificat pentru semifinale. Câștigătoarele grupelor D si E au fost desemnate prin sorți să dispută o semifinală preliminară. Meciul a durat 60 de minute.
- Toate orele sunt EEST (UTC+3)

| Legendă                      |
| ---------------------------- |
| Calificate pentru semifinale |
| Eliminate din turneu         |

### Grupa A

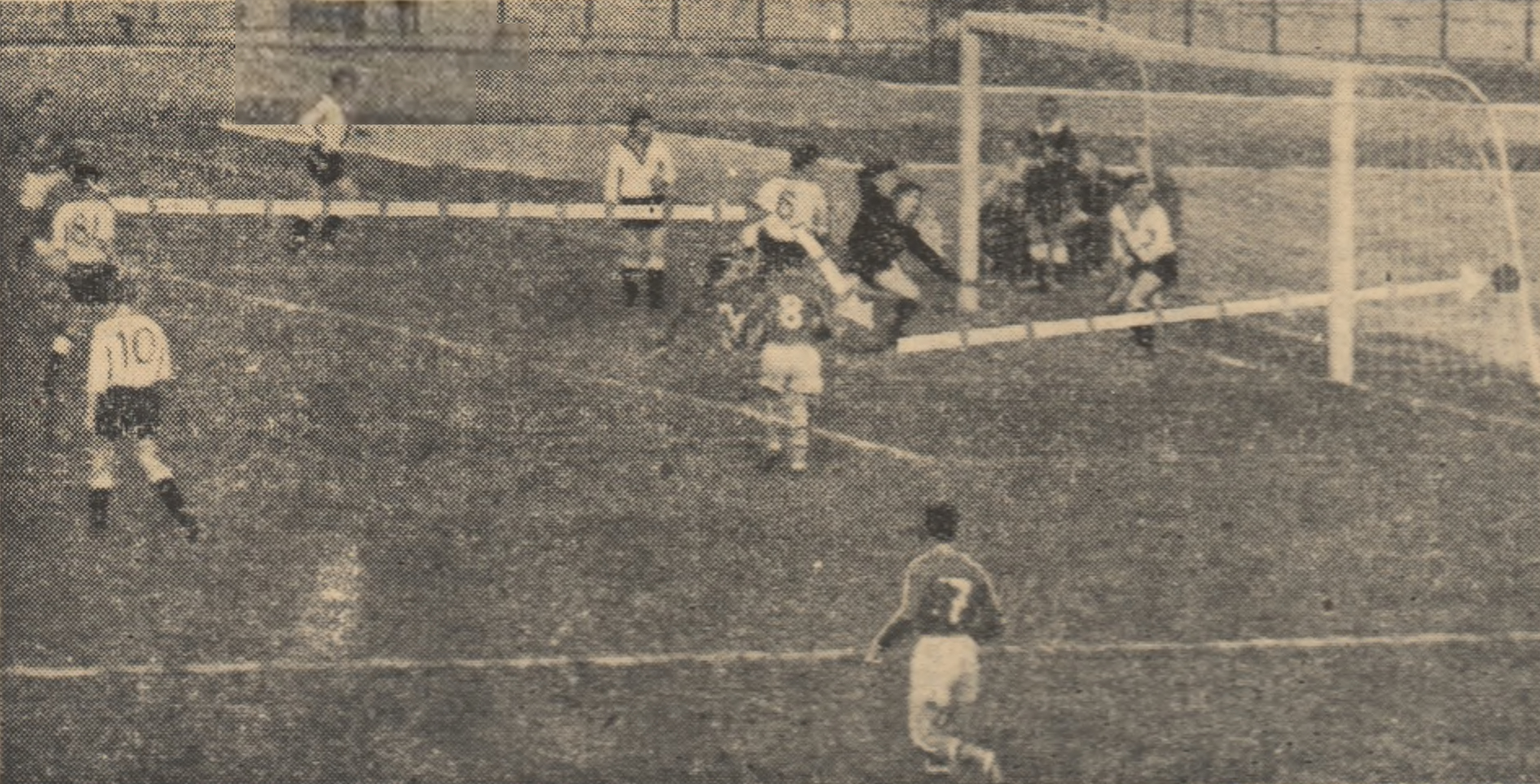
România - R.F. Germania 3-0

| Echipa           | M | V | E | Î | GM | GP | G  | Pct |
| ---------------- | - | - | - | - | -- | -- | -- | --- |
| România          | 3 | 1 | 2 | 0 | 5  | 2  | +3 | 4   |
| Belgia           | 3 | 1 | 2 | 0 | 4  | 3  | +1 | 4   |
| Portugalia       | 3 | 0 | 2 | 1 | 1  | 2  | –1 | 2   |
| Germania de Vest | 3 | 0 | 2 | 1 | 2  | 5  | –3 | 2   |

| Germania de Vest | 1 – 1  | Portugalia    |
| ---------------- | ------ | ------------- |
| Waberski 5'      | [ 21 ] | Rodrigues 56' |

| România              | 2 – 2  | Belgia                 |
| -------------------- | ------ | ---------------------- |
| Avram 70' Voinea 73' | [ 22 ] | Beurlet 2' Carteus 46' |

| Germania de Vest | 1 – 1  | Belgia      |
| ---------------- | ------ | ----------- |
| Saborowski 4'    | [ 23 ] | Beurlet 34' |

| România | 0 – 0  | Portugalia |
| ------- | ------ | ---------- |
|         | [ 24 ] |            |

| Belgia       | 1 – 0  | Portugalia |
| ------------ | ------ | ---------- |
| Van Damme 6' | [ 25 ] |            |

| România                           | 3 – 0  | Germania de Vest |
| --------------------------------- | ------ | ---------------- |
| Pall 53' Gergely 58' Dumitriu 67' | [ 26 ] |                  |

### Grupa B
| Echipa        | M | V | E | Î | GM | GP | G  | Pct |
| ------------- | - | - | - | - | -- | -- | -- | --- |
| Iugoslavia    | 3 | 1 | 2 | 0 | 5  | 0  | +5 | 4   |
| Țările de Jos | 3 | 1 | 2 | 0 | 4  | 1  | +3 | 4   |
| Bulgaria      | 3 | 0 | 3 | 0 | 1  | 1  | 0  | 3   |
| Anglia        | 3 | 0 | 1 | 2 | 0  | 8  | –8 | 1   |

| Bulgaria    | 1 – 1  | Țările de Jos |
| ----------- | ------ | ------------- |
| Kirilov 38' | [ 27 ] | Klumpkens 49' |

| Iugoslavia                                           | 5 – 0  | Anglia |
| ---------------------------------------------------- | ------ | ------ |
| Corn 12' Milosavljević 35', 61' Ferić 68' Škrbić 78' | [ 28 ] |        |

| Țările de Jos                          | 3 – 0  | Anglia |
| -------------------------------------- | ------ | ------ |
| Dormans 24' Vermeulen 42' Langerak 48' | [ 29 ] |        |

| Bulgaria | 0 – 0  | Iugoslavia |
| -------- | ------ | ---------- |
|          | [ 30 ] |            |

| Țările de Jos | 0 – 0  | Iugoslavia |
| ------------- | ------ | ---------- |
|               | [ 31 ] |            |

| Bulgaria | 0 – 0  | Anglia |
| -------- | ------ | ------ |
|          | [ 32 ] |        |

### Grupa C
| Echipa  | M | V | E | Î | GM | GP | G  | Pct |
| ------- | - | - | - | - | -- | -- | -- | --- |
| Turcia  | 3 | 3 | 0 | 0 | 4  | 0  | +4 | 6   |
| Ungaria | 3 | 2 | 0 | 1 | 3  | 1  | +2 | 4   |
| Franța  | 3 | 0 | 1 | 2 | 1  | 4  | –3 | 1   |
| Spania  | 3 | 0 | 1 | 2 | 1  | 4  | –3 | 1   |

| Turcia  | 1 – 0  | Ungaria |
| ------- | ------ | ------- |
| Uraz 7' | [ 33 ] |         |

| Franța     | 1 – 1  | Spania        |
| ---------- | ------ | ------------- |
| Prigent 7' | [ 34 ] | Aranguren 66' |

| Turcia              | 2 – 0  | Franța |
| ------------------- | ------ | ------ |
| Tetik 7' Çevrim 56' | [ 35 ] |        |

| Ungaria | 0 – 0  | Spania |
| ------- | ------ | ------ |
|         | [ 36 ] |        |

| Turcia     | 1 – 0  | Spania |
| ---------- | ------ | ------ |
| Soykan 54' | [ 37 ] |        |

| Ungaria    | 1 – 0  | Franța |
| ---------- | ------ | ------ |
| Katona 54' | [ 38 ] |        |

### Grupa D
| Echipa  | M | V | E | Î | GM | GP | G  | Pct |
| ------- | - | - | - | - | -- | -- | -- | --- |
| Italia  | 2 | 2 | 0 | 0 | 7  | 1  | +6 | 4   |
| Polonia | 2 | 1 | 0 | 1 | 2  | 4  | –2 | 2   |
| Austria | 2 | 0 | 0 | 2 | 2  | 6  | –4 | 0   |

| Austria | 1 – 3  | Brașov |
| ------- | ------ | ------ |
|         | [ 39 ] |        |

Meci amical
| Italia                                       | 3 – 0  | Polonia |
| -------------------------------------------- | ------ | ------- |
| Trombini 22' Zigoni 60' Kędzia 70' (autogol) | [ 40 ] |         |

| Italia | 1 – 1  | Brașov |
| ------ | ------ | ------ |
|        | [ 41 ] |        |

Meci amical
| Polonia             | 2 – 1  | Austria               |
| ------------------- | ------ | --------------------- |
| Kowalik 5' Marx 45' | [ 42 ] | Rinnergschwentner 12' |

| Polonia | 2 – 2  | Brașov |
| ------- | ------ | ------ |
|         | [ 43 ] |        |

Meci amical
| Italia                                      | 4 – 1  | Austria              |
| ------------------------------------------- | ------ | -------------------- |
| Savoia 37' Viale 51' Zigoni 62' Fossati 74' | [ 44 ] | Rinnergschwentner 2' |

### Grupa E
| Echipa            | M | V | E | Î | GM | GP | G  | Pct |
| ----------------- | - | - | - | - | -- | -- | -- | --- |
| Cehoslovacia      | 3 | 2 | 1 | 0 | 5  | 2  | +3 | 5   |
| Germania de Est   | 3 | 2 | 0 | 1 | 8  | 6  | +2 | 4   |
| Uniunea Sovietică | 3 | 1 | 0 | 2 | 5  | 7  | –2 | 2   |
| Grecia            | 3 | 0 | 1 | 2 | 3  | 6  | –3 | 1   |

| Germania de Est                     | 3 – 2  | Grecia                   |
| ----------------------------------- | ------ | ------------------------ |
| Queck 40' Schröder 44' Rentzsch 52' | [ 45 ] | Dedes 34' Simigdalas 56' |

| Cehoslovacia             | 2 – 1  | Uniunea Sovietică |
| ------------------------ | ------ | ----------------- |
| Knebort 2' Richtrmoc 61' | [ 46 ] | Abduraimov 54'    |

| Uniunea Sovietică                  | 3 – 1  | Grecia    |
| ---------------------------------- | ------ | --------- |
| Kasimovski 14' Polikarpov 53', 69' | [ 47 ] | Dedes 47' |

| Cehoslovacia                         | 3 – 1  | Germania de Est |
| ------------------------------------ | ------ | --------------- |
| Feřtek 23' Knebort 26' Richtrmoc 51' | [ 48 ] | John 65'        |

| Cehoslovacia | 0 – 0  | Grecia |
| ------------ | ------ | ------ |
|              | [ 49 ] |        |

| Germania de Est                         | 4 – 1  | Uniunea Sovietică |
| --------------------------------------- | ------ | ----------------- |
| Rentzsch 18' Queck 19' Polywka 26', 57' | [ 50 ] | Abduraimov 35'    |

## Faza eliminatorie

### Semifinală preliminară
| Cehoslovacia              | 2 - 1  | Italia     |
| ------------------------- | ------ | ---------- |
| Richtrmoc 25' Knebort 42' | [ 51 ] | Pienti 48' |

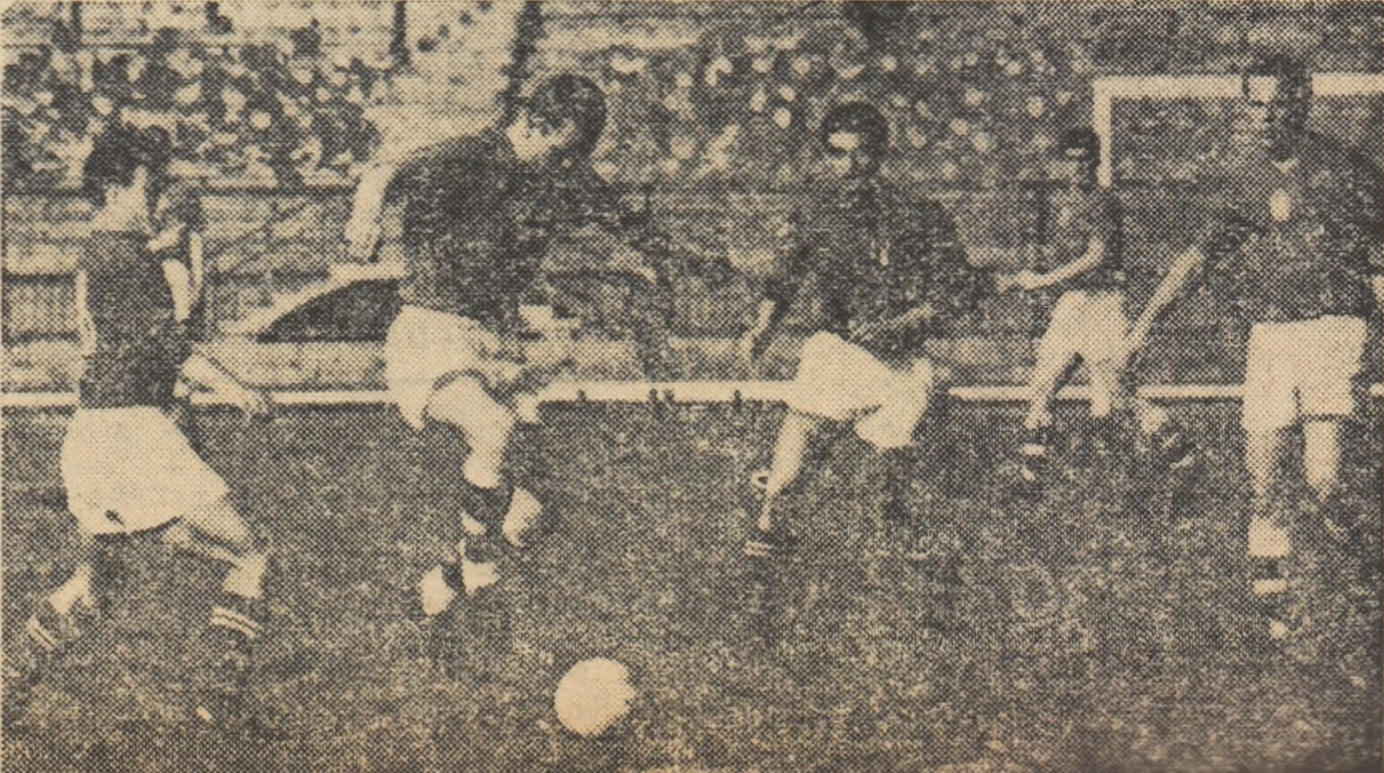
Cehoslovacia - Italia 2-1
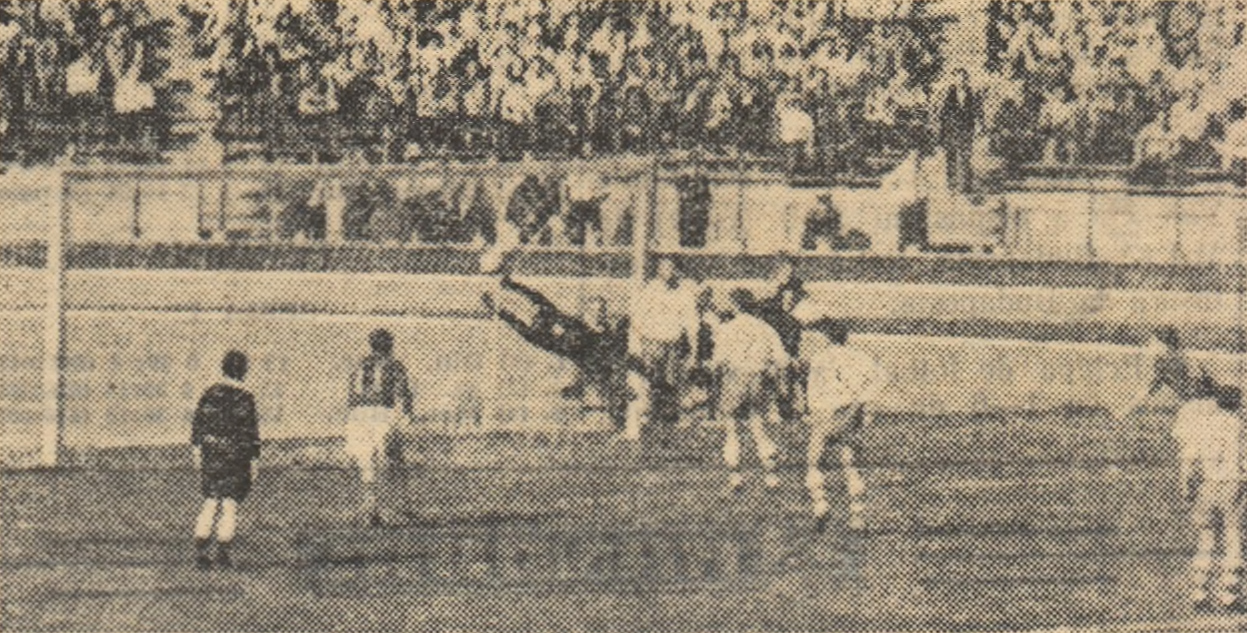
Iugoslavia - Cehoslovacia 6-2
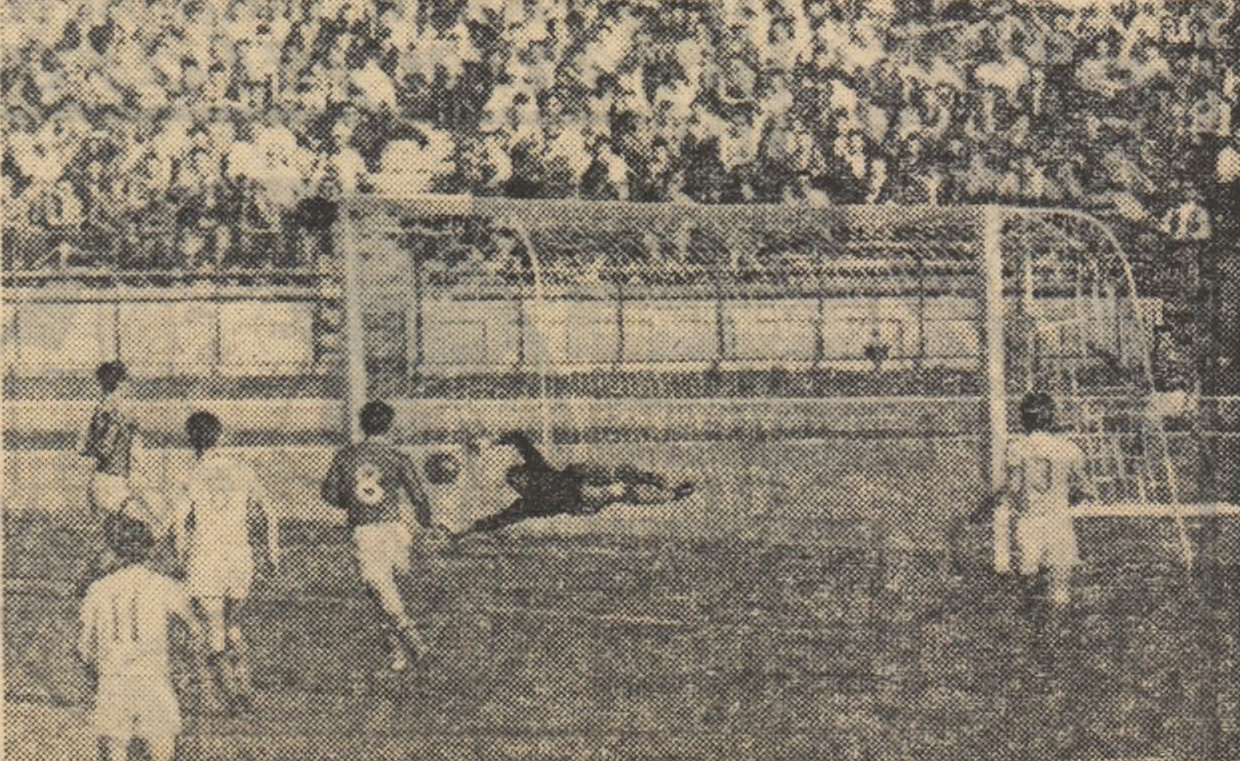
România - Turcia 4-0

### Semifinalele
| Iugoslavia                                          | 6 - 2  | Cehoslovacia         |
| --------------------------------------------------- | ------ | -------------------- |
| Corn 35', 43' Radosav 60' Kovač Milosavljević Plass | [ 52 ] | Feřtek 25' Čaban 78' |

| România                                    | 4 - 0  | Turcia |
| ------------------------------------------ | ------ | ------ |
| Haidu 15' Voinea 46' Gergely 75' Matei 78' | [ 53 ] |        |

### Meciul pentru locul 3
| Cehoslovacia | 1 – 1 (d.t.) | Turcia     |
| ------------ | ------------ | ---------- |
| Ženišek 57'  | [ 55 ]       | Çevrim 23' |

Echipa Cehoslovacei a fost clasată pe locul 3 prin tragere la sorți.

### Finala
| România                                      | 4 – 1  | Iugoslavia |
| -------------------------------------------- | ------ | ---------- |
| Voinea 7' Gergely 18' Dumitriu 35' Haidu 48' | [ 56 ] | Radosav 7' |

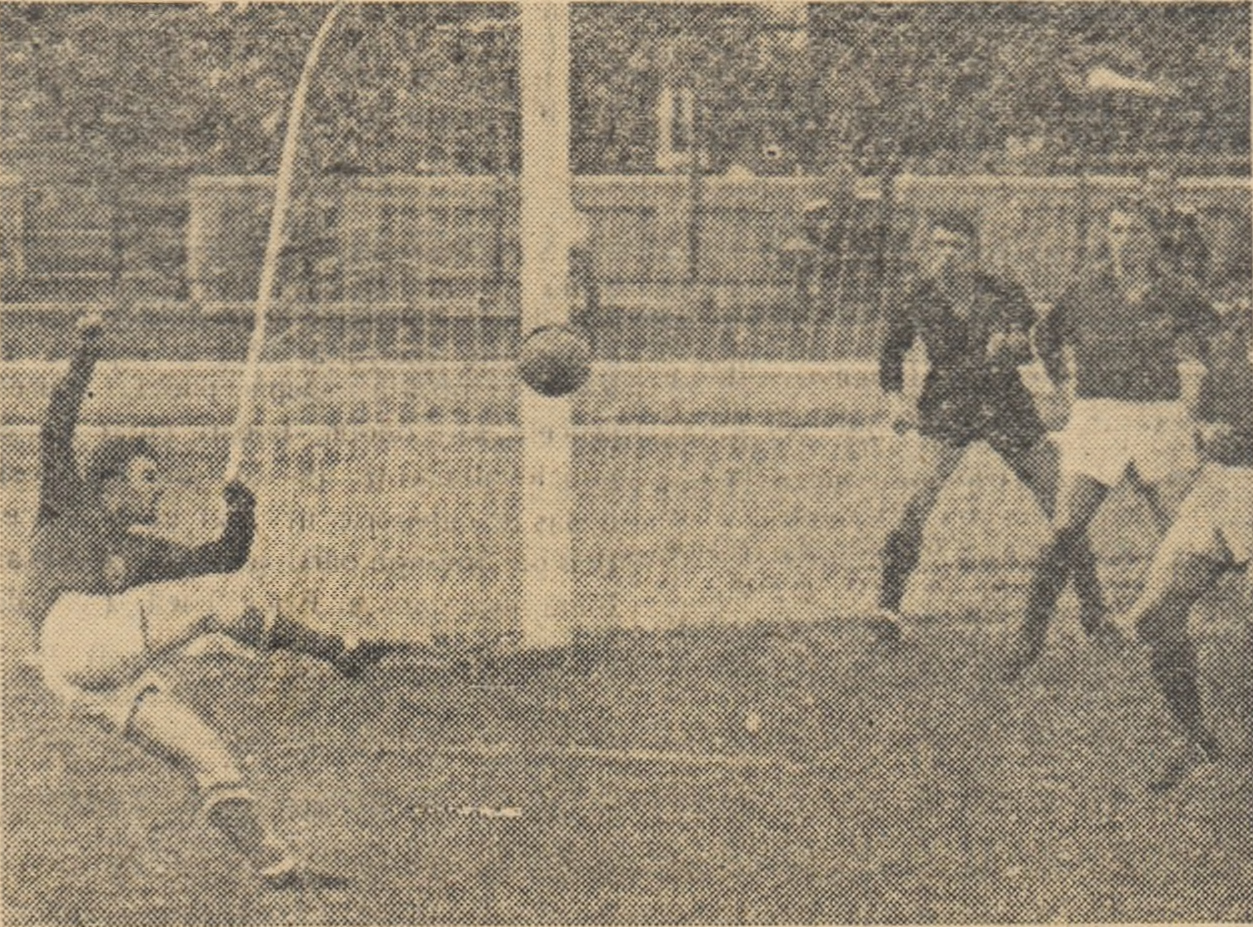
România - Iugoslavia 4-1
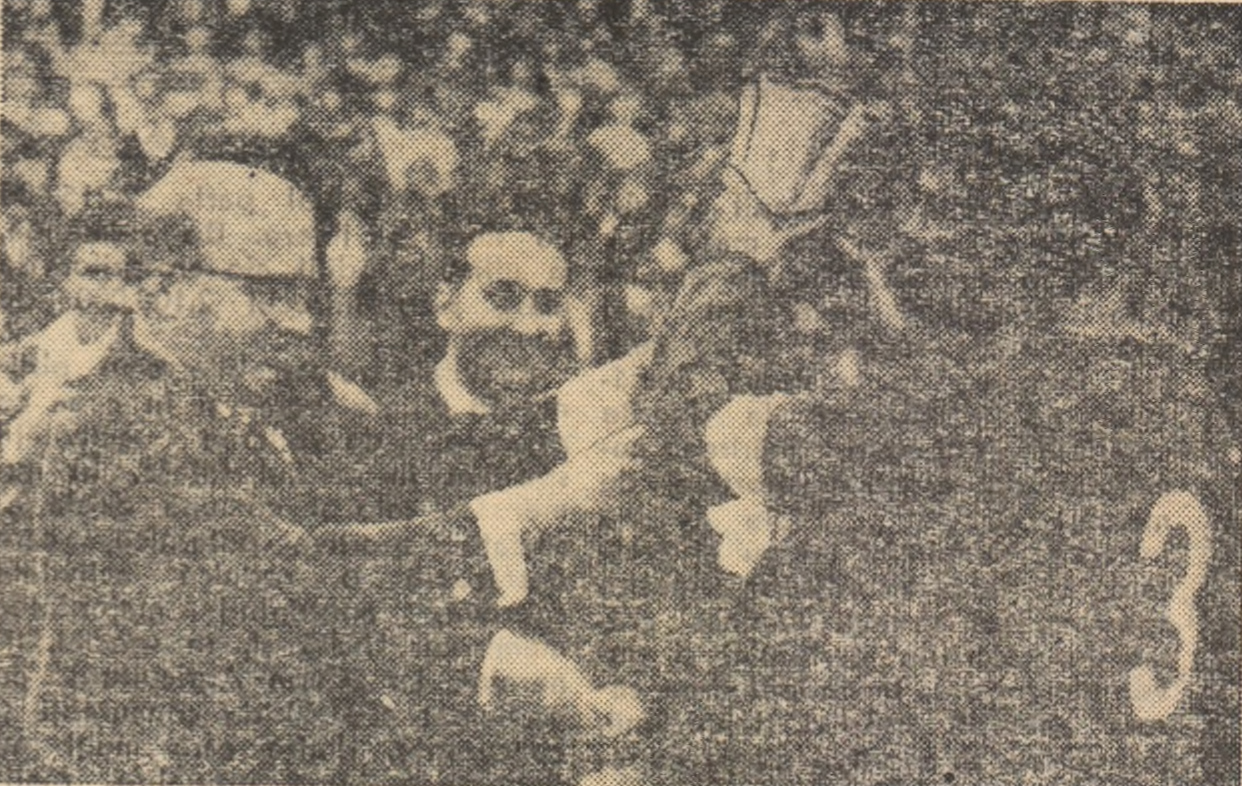
Mircea Petescu, căpitanul echipei, a primit cupa
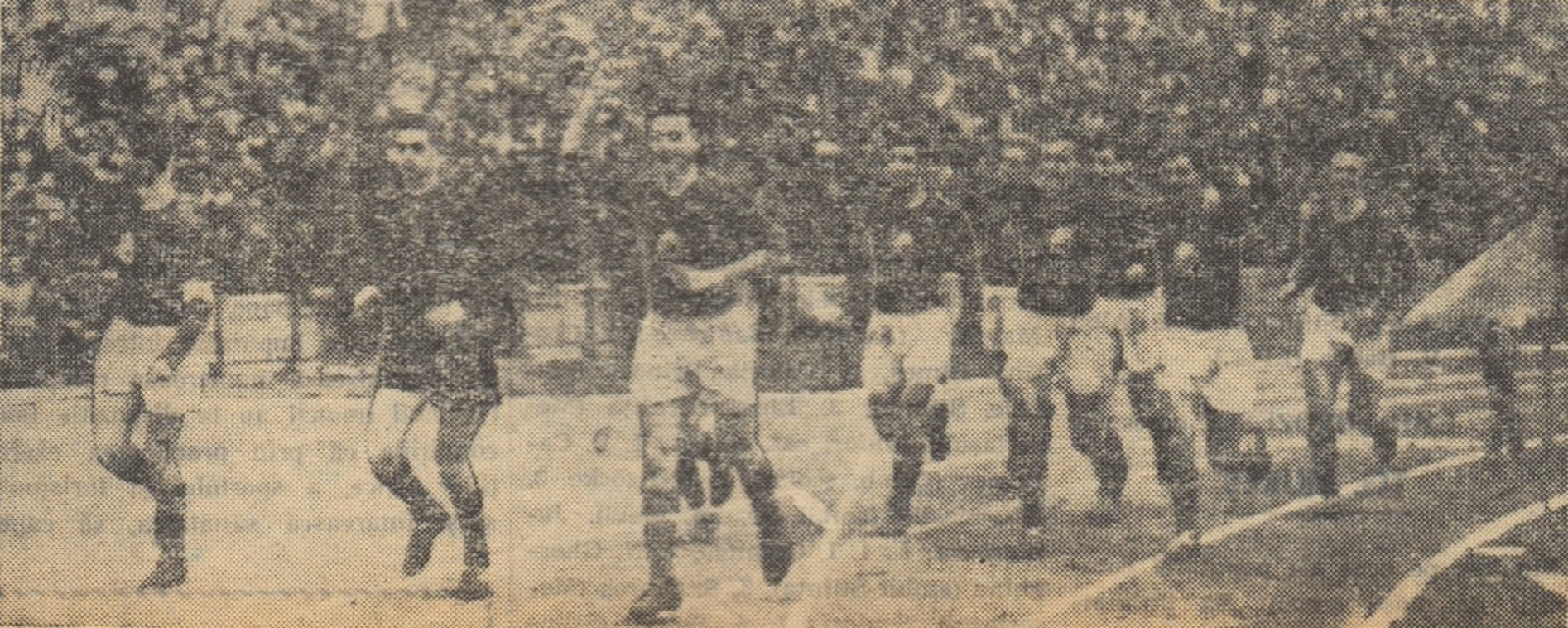
Turul de onoare

## Clasament

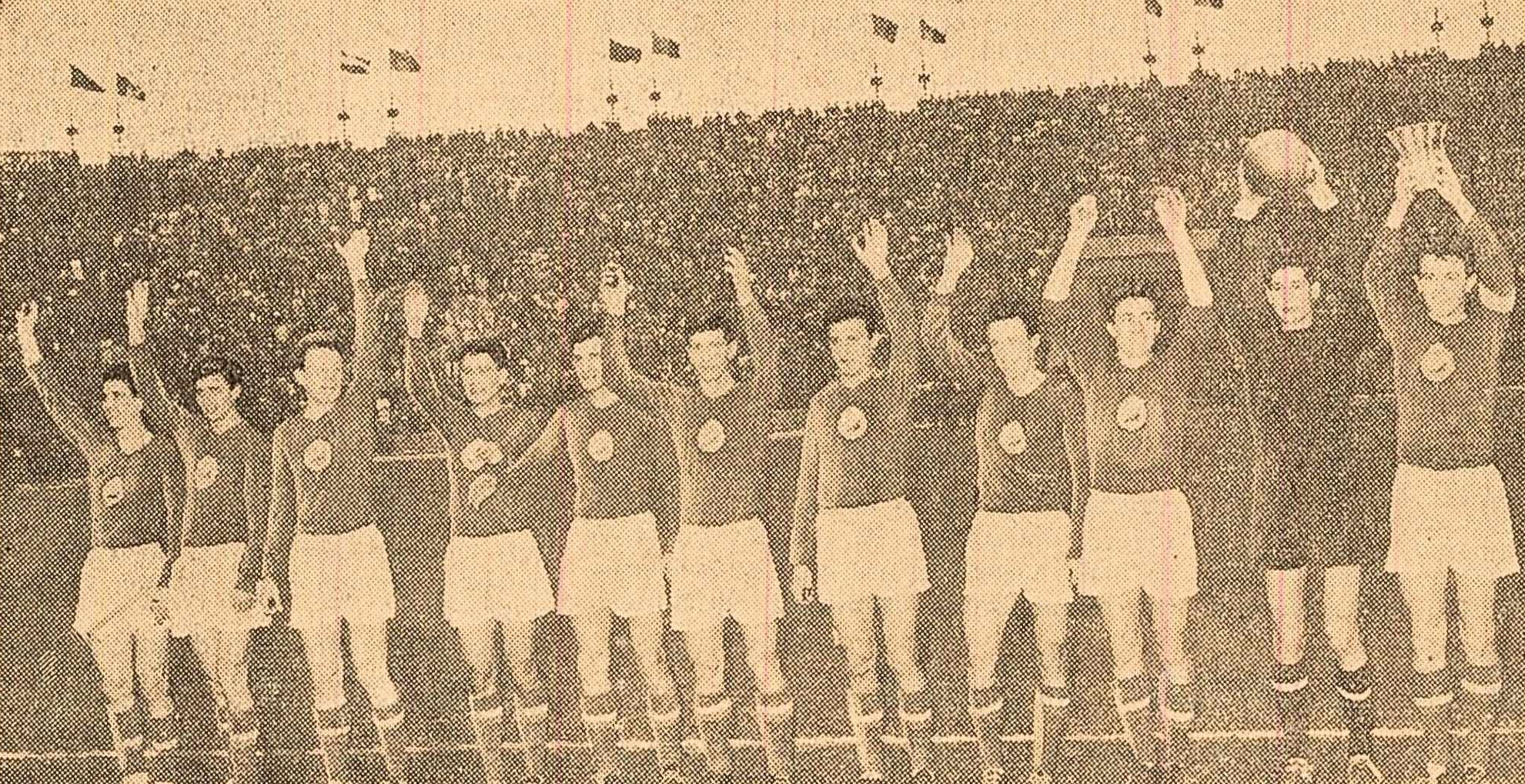
Echipa României a câștigat turneul

| Loc | Echipă       |
| --- | ------------ |
| 1   | România      |
| 2   | Iugoslavia   |
| 3   | Cehoslovacia |
| 4   | Turcia       |